# Samvel Yervinyan

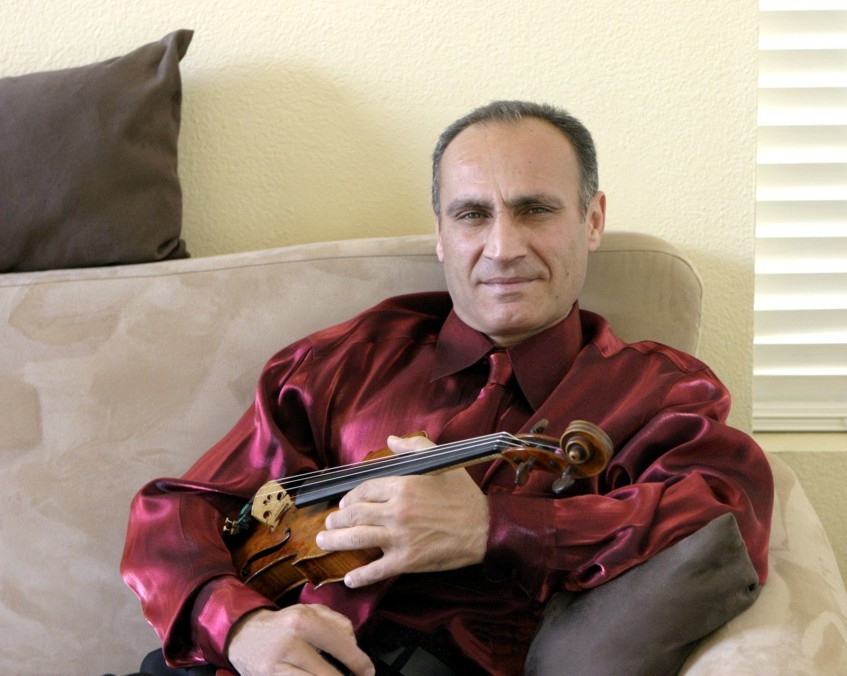

Samvel Yervinyan (en armenio: Սամվել Երվինյան 25 de enero de 1966 en Ereván, Armenia) es un violinista y compositor armenio.
Comenzó a estudiar a la edad de 7 años en la Escuela de Música Alexander Spendiaryan bajo la tutoría de Armen Minasian, donde empezó a destacar al ganar todas las competiciones a las que optó en su grupo de edad. Al finalizar sus estudios en la escuela de música tocó el concierto n.º 2 de Henri Vieuxtemps. Posteriormente continuó sus estudios en el Conservatorio de Música de Chaikovski, bajo la orientación y tutoría del maestro Edward Dayan. En su graduación, interpretó varias composiciones clásicas, incluyendo, Adagio y Fuga de Bach en sol menor y el concierto de Mozart para violín n.º 5 en La mayor. En 1993, Yervinyan obtuvo su doctorado en el Conservatorio Estatal Musical de Ereván, en Armenia.

## Discografía
- 1997, Samvel Yervinyan with Asbarez Around the World
- 1997, Two Stars
- 1999, Imijailots
- 1999, Centaur
- 2002, The Virtuoso
- 2006, Pegasus
- 2009, Four Seasons

## Conciertos y giras
Principales giras que ha realizado.
- Ethnicity, gira mundial (2003-2004), gira mundial (con Yanni).
- Yanni Live! The Concert Event (2005), gira mundial (con Yanni).
- Yanni Voices (2009), gira mundial (con Yanni).
- Yanni Live (2016), gira mundial (con Yanni).